# EH (企業)
EH株式会社（イエイチ）は、大阪府堺市堺区に本社を置く製造小売業を営む企業である。
ExcelHuman（エクセルヒューマン）のブランドにて事業を展開している。キャッチコピーは「いいもの真っすぐ ExcelHuman」。

## 概要
商品の企画、製造、販売まで一貫して行う製造小売業と事業としている。取り扱い商品は、食品、飲料、酒類、産地直送、生活用品、寝具、サプリメント、家電製品、調理用品、室内用品、化粧品、健康・美容関連商品、肌着、ナイトウエア、紳士服、婦人服、呉服、靴、家具、インテリア、ジュエリー、腕時計、ハンドバッグ、メガネ、服飾雑貨など多岐に亘る。

## 事業所所在地
出典→
- 本社 - 大阪府堺市堺区北向陽町2-1-25
- 東京支社 - 東京都港区虎ノ門2丁目5番5号、櫻ビル5階
- 店舗 - 山形県、茨城県、栃木県、群馬県、埼玉県、千葉県、東京都、新潟県、長野県、山梨県、富山県、福井県、岐阜県、静岡県、三重県、愛媛県、香川県、熊本県、佐賀県、鹿児島県等

## 会社諸元
出典→
- 創業 - 1964年5月15日
- 資本金 - 1億円
- 売上高 - 75億円（2023年6月期）
- 従業員数 - 136名（2023年6月時点）
- 代表者 - 深江節子（代表取締役社長）

## 沿革
個別に提示された出典を除いた出典→
- 1964年5月15日 - 大阪府堺市にて創業[1]。
- 1969年8月 - 法人化。創業以来の「真心こめて卓越した精神で」を社是とした経営方針で事業を展開。
- 1974年3月 - 関連会社・真諭商（MAYUSHO）株式会社設立。
- 1981年12月 - 関連会社・大阪府知事登録旅行代理店エクセルワールドツアー株式会社を設立。
- 1984年
  - 6月 - 三井物産と提携してベストセラー商品「健康いちばん」の製造販売を開始。
  - 8月 - 本社ビル竣工。
- 1990年8月 - スタジオ事業部アートプラザ（東京・六本木）開業[3]。
- 1992年4月 - 関連会社・京都フォーシーズン株式会社設立。
- 1997年5月 - 東京支社を開設。
- 1998年1月 - 関連会社・サマーウッド株式会社設立。
- 2001年
  - 6月 - アメリカ合衆国カリフォルニア州パソロブレスに「SummerWood Winery & inn」をオープン。
  - 9月 - 関連会社・EH酒造による日本酒の製造販売を開始。
- 2002年1月 - 関連会社・EH製菓による和洋菓子製造販売を開始。
- 2006年6月 - 朝雲庵、江久庵オープン。
- 2007年5月 - 大徳寺塔頭　聚光院　国宝障壁画「方丈襖絵」保存事業完了。
- 2013年5月 - 和歌山県田辺市にてEH製菓株式会社の新工場が竣工。
- 2019年7月 - 真諭商株式会社とサマーウッド株式会社及びEHホールディングス株式会社が合併し、真諭商サマーウッド株式会社が発足。

## 子会社・関連会社
出典→
- 真諭商サマーウッド株式会社
- K.フォーシーズン株式会社
- エクセルワールドツアー株式会社
- EH酒造株式会社
- EH製菓株式会社
- アートプラザ株式会社
- サマーウッドワイナリー＆インINC（アメリカ合衆国）
- 叡智（上海）貿易有限公司（中国）